# Silvia Martínez
Silvia Cristina Martínez Stapulionis (Caracas, 22 gennaio 1965) è una modella venezuelana, eletta Miss Venezuela nel 1985.
Ha inoltre rappresentato il Venezuela a Miss Universo 1985 il 15 luglio 1985 a Miami, dove si è classificata al quarto posto.